# Sňatynský rajón
Sňatynský rajón (ukrajinsky Снятинський район) byl rajón v Ivanofrankivské oblasti na Ukrajině. Hlavním městem byl Sňatyn a rajón měl přibližně 64 tisíc obyvatel. 

## Sídla v rajónu
- Sňatyn
- Zabolotiv